# جام والیبال مردان پان امریکن
جام والیبال مردان پان امریکن (انگلیسی: Men's Pan-American Volleyball Cup) تورنمنت والیبال مردان پان امریکن در منطقه آمریکا و نورسکا است.

## جدول مدال
| رتبه  | کشورها              | طلا | نقره | برنز | مجموع |
| ۱     | ایالات متحده آمریکا | ۵   | ۲    | ۰    | ۷     |
| ۲     | برزیل               | ۲   | ۰    | ۰    | ۲     |
| ۳     | مکزیک               | ۱   | ۱    | ۰    | ۲     |
| ۴     | کوبا                | ۱   | ۰    | ۱    | ۲     |
| ۵     | آرژانتین            | ۰   | ۲    | ۲    | ۴     |
| ۵     | کانادا              | ۰   | ۲    | ۲    | ۴     |
| ۷     | دومینیکن            | ۰   | ۱    | ۳    | ۴     |
| ۸     | پورتوریکو           | ۰   | ۱    | ۱    | ۲     |
| مجموع | مجموع               | ۹   | ۹    | ۹    | ۲۷    |